# Эйнхорн, Ежи
Ежи (Иосеф-Хил) Эйнхорн (швед. Jerzy Einhorn; 25 июля 1925, Ченстохова, Польская Республика — 28 апреля 2000, Дандерюд) — шведский учёный, врач, профессор (1967), доктор медицины (1958), политик.

## Биография
Родился в Польше в еврейской семье. Во время Второй мировой войны стал жертвой Холокоста  в оккупированной немцами Польше. Одним из первых был отправлен в Варшавское гетто, затем в Ченстоховское гетто, где с июня 1943 по январь 1945 года принудительно работал в концлагерном предприятии HASAG. Освобождён 17 января после взятия города советскими частями, о чём вспоминает в своей автобиографии.
После войны получил среднее образование, поступил в Лодзинский университет на медицинский факультет. В 1946 году выехал из Польши, чтобы продолжить учебу в Дании. После антисемитских выступлений в Лодзи, принял решение не возвращаться в Польшу и попросил убежище в Швеции.
Занимался радиотерапией.
В 1958 г. стал доктором медицины. Доцент по лучевой терапии Каролинского института с 1959 года, главный врач престижной онкологической больницы при Каролинском институте в Стокгольме. Внёс большой вклад в области лечения рака.
Был председателем Европейской федерации онкологических обществ (с 1975 года) и членом Нобелевского комитета (с 1984) по оценке и принятию решений по присуждению ежегодной Нобелевской премии по медицине.
Почётным член и лауреат золотой медали Радиологического общества Северной Америки. Состоял во многих международных онкологических организациях. Опубликовал ряд научных работ. Автор двух книг о своей жизни, в которых пытался сохранить память о Холокосте ( «Utvald att leva, Bonniers» (1996) и
«Det är människor det handlar om, Bonniers» (1998)).
Политик. Член Христианско-демократической партии Швеции. В 1991-94 годах — депутат Риксдага от ХДП. Один из самых популярных общественных деятелей Швеции.
Умер от лейкемии. Похоронен на стокгольмском кладбище Норра бегравнингсплатсен.